# Dendropsophus decipiens
Dendropsophus decipiens é uma espécie de anura da família Hylidae. É endémica do Brasil. Seu habitat natural são as florestas subtropicais, tropicais e de planície; savanas secas e húmidas; matagais secos e húmidos; pradarias tropicais e subtropicais; pântanos de água fresca e outros biomas.